# Municipio de Crawford (Pensilvania)
El municipio de Crawford (en inglés: Crawford Township) es un municipio ubicado en el condado de Clinton en el estado estadounidense de Pensilvania. En el año 2000 tenía una población de 848 habitantes y una densidad poblacional de 14.8 personas por km².

## Geografía
El municipio de Crawford se encuentra ubicado en las coordenadas 41°06′00″N 77°15′59″O / 41.10000, -77.26639.

## Demografía
Según la Oficina del Censo en 2000 los ingresos medios por hogar en la localidad eran de $38,824 y los ingresos medios por familia eran de $43,750. Los hombres tenían unos ingresos medios de $31,477 frente a los $20,809 para las mujeres. La renta per cápita de la localidad era de $16,360. Alrededor del 10% de la población estaba por debajo del umbral de pobreza.